# A Promessa (telenovela)
A Promessa é uma telenovela portuguesa produzida pela SP Televisão que é exibida pela SIC desde 18 de junho de 2024, substituindo Papel Principal e sendo substituída por Vitória. É a "36.ª novela" do canal.
Escrita e adaptada por Inês Gomes e Cândida Ribeiro a partir da série turca Zalim İstanbul, tem a colaboração de Ana Casaca, Ana Vasques, Filipa Poppe, José Carneiro e Manuel Mora Marques como guionistas, a direção de Jorge Queiroga, a direção de atores de Rui M. Silva, Patrícia Resende, Rafael Fonseca e Sara de Castro, a direção de produção de Francisco Barbosa e a realização de Joel Monteiro, Jorge Queiroga, Ricardo Inácio e Tiago Marques.
Conta com as atuações de João Catarré, Victoria Guerra, Joana Ribeiro, Lourenço Ortigão, Sofia Alves, Ana Padrão, José Wallenstein e Custódia Gallego nos papéis principais. Soraia Chaves, Pepê Rapazote e Joana Santos juntaram-se ao elenco principal na segunda temporada.

## Sinopse
| Temporada | Temporada | Episódios | Episódios | Originalmente exibido  | Originalmente exibido  |
| Temporada | Temporada | Episódios | Episódios | Estreia da temporada   | Final da temporada     |
| --------- | --------- | --------- | --------- | ---------------------- | ---------------------- |
|           | 1         | 113       | 113       | 18 de junho de 2024    | 15 de novembro de 2024 |
|           | 2         | 141       | 141       | 18 de novembro de 2024 | 6 de junho de 2025     |
|           | 3         | ASA       | ASA       | 9 de junho de 2025     | ASA                    |

O magnata António Fontes Morais nasceu e cresceu na aldeia de Vilarinho de Negrões, em Trás-os-Montes. Ele e o irmão Fausto mudaram-se para Sintra, onde fizeram fortuna. Há 20 anos, num ajuste de contas, Fausto foi assassinado, deixando o seu filho Miguel órfão e numa cadeira de rodas. Sentindo-se culpado pela morte do irmão e o acidente que vitimou o sobrinho, António promete a si próprio que Miguel jamais ficará sozinho. Com isto em mente, pede à governanta Isaura que encontre uma noiva para o sobrinho. É assim que Maria Rocha – mãe de Nuno, Laura e Verónica – vê a vida virada do avesso quando a sogra, Lurdes, em desespero financeiro, faz um acordo secreto com o magnata António Fontes Morais em que Verónica fica prometida a Miguel como sua noiva e futura mulher. Este pacto e um fatídico incêndio levam a remediada família transmontana a mudar-se para o luxuoso palacete dos Fontes Morais, em Sintra. Alheia a este acordo está a vilã Helena, uma ambiciosa ex-secretária, que conseguiu casar-se com António de quem teve dois filhos: Tomás e Camila. O primogénito é um playboy e Camila é uma jovem mimada.
Assim que Maria descobre que Verónica se vendeu para casar com o paralítico, decide abandonar o palacete dos Fontes Morais, mas o seu filho Nuno é detido. Para o livrar da prisão, Maria vê-se obrigada a aceitar a ajuda financeira de António e fica em dívida com os Fontes Morais. De orgulho ferido, aceita que os Rocha fiquem a trabalhar no palacete. Lurdes, Maria e Verónica ficam como empregadas, Nuno como motorista e Laura como enfermeira de Miguel. À medida que as duas famílias convivem, o passado sombrio dos Fontes Morais emerge e expõe um segredo antigo: o acidente que deixou Miguel inválido foi provocado por Tomás, o filho de António e Helena. Para impedir que Miguel conte este e outros podres, a vilã tem-no mantido sob o efeito de sedativos e tudo fará para afastar a perspicaz Laura. Enquanto a enfermeira cuida de Miguel, ele apaixona-se por ela, deixando a protagonista dividida entre o paciente e as investidas de Tomás que vê em Laura o seu grande amor.
Já Verónica, prometida a Miguel, deseja Tomás e repudia o paralítico com quem foi forçada a casar. Perceber que Laura tem o amor dos dois, irá despertar os piores sentimentos de Verónica em relação à irmã.
Será o amor de Laura suficiente para curar o ódio de Miguel e a culpa de Tomás? Será ela capaz de escolher qual dos dois vai salvar?

## Elenco
Lista de indicador(es)

- Y indica uma versão mais jovem do personagem.
- IA indica uma versão mais jovem do personagem a partir do uso da inteligência artificial.
- V indica uma aparição através de áudio de voz.

### Elenco principal
| Ator/Atriz                       | Personagem                     | Temporada     | Temporada   | Temporada       |
| Ator/Atriz                       | Personagem                     | 1 (2024)      | 2 (2024-25) | 3 (2025)        |
| -------------------------------- | ------------------------------ | ------------- | ----------- | --------------- |
| João CatarréSalvador PiresY      | Miguel Soares Fontes Morais    | Principal     | Principal   | Principal       |
| Victoria Guerra                  | Laura Rocha (Fontes Morais)    | Principal     | Principal   | Principal       |
| Joana Ribeiro                    | Verónica Rocha (Fontes Morais) | Principal     | Principal   | Principal       |
| Lourenço OrtigãoVicente RamirezY | Tomás Fontes Morais            | Principal     | Principal   | Principal       |
| Sofia Alves                      | Maria Rocha                    | Principal     | Principal   | Principal       |
| José WallensteinIA               | António Fontes Morais          | Principal     | Principal   | Does not appear |
| Ana PadrãoIA                     | Helena Pimenta (Fontes Morais) | Principal     | Principal   | Principal       |
| Custódia Gallego                 | Lurdes Martins Rocha           | Principal     | Principal   | Principal       |
| Soraia ChavesIAMaria MarquesY    | Cátia Ferreira / Olga Sousa    | Participação  | Principal   | Principal       |
| Pepê Rapazote                    | Luís Alberto Martins Rocha     | Participação  | Principal   | Principal       |
| Joana Santos                     | Bianca Oliveira Trindade       | ParticipaçãoV | Principal   | Principal       |

### Elenco regular
| Ator/Atriz           | Personagem                     | Temporada       | Temporada   | Temporada  |
| Ator/Atriz           | Personagem                     | 1 (2024)        | 2 (2024-25) | 3 (2025)   |
| -------------------- | ------------------------------ | --------------- | ----------- | ---------- |
| Diogo Martins        | Nuno Rocha                     | Recorrente      | Recorrente  | Recorrente |
| Paula de Magalhães   | Camila Fontes Morais           | Recorrente      | Recorrente  | Recorrente |
| Renato Godinho       | Bruno Cardoso                  | Recorrente      | Recorrente  | Recorrente |
| Luísa Cruz           | Soraia Oliveira Pimenta        | Recorrente      | Recorrente  | Recorrente |
| Adriano Luz          | Joaquim «Quim» Pimenta         | Recorrente      | Recorrente  | Recorrente |
| Bruna Quintas        | Raquel Castanheiro Candeias    | Recorrente      | Recorrente  | Recorrente |
| Ivo Lucas            | Ronaldo Oliveira Pimenta       | Recorrente      | Recorrente  | Recorrente |
| Rita Ribeiro         | Isaura Oliveira Trindade       | Recorrente      | Recorrente  | Recorrente |
| Luís Esparteiro      | Rogério Candeias               | Recorrente      | Recorrente  | Recorrente |
| Carla Andrino        | Elsa Castanheiro (Candeias)    | Recorrente      | Recorrente  | Recorrente |
| Tiago Aldeia         | Nelson Pacheco                 | Recorrente      | Recorrente  | Recorrente |
| Joana Pais de Brito  | Sónia Casemiro Guedes          | Recorrente      | Recorrente  | Recorrente |
| Diana Marquês Guerra | Isabel Castanheiro Candeias    | Recorrente      | Recorrente  | Recorrente |
| Jorge Corrula        | Xavier Gouveia                 | Recorrente      | Recorrente  | Recorrente |
| Rui Unas             | Samuel Pedro Oliveira Trindade | Recorrente      | Recorrente  | Recorrente |
| Paula Lobo Antunes   | Maria do Carmo «Micá» Sarmento | Recorrente      | Recorrente  | Recorrente |
| Pedro Carmo          | Duarte Sarmento                | Recorrente      | Recorrente  | Recorrente |
| Filipa Nascimento    | Leonor Sarmento                | Recorrente      | Recorrente  | Recorrente |
| Santiago André       | João Tiago Casemiro Guedes     | Recorrente      | Recorrente  | Recorrente |
| Leonor Felgar        | Diana Cardoso                  | Does not appear | Recorrente  | Recorrente |

### Elenco adicional
| Ator/Atriz              | Personagem                   |
| ----------------------- | ---------------------------- |
| Artur Malheiro          | Tiago                        |
| André Patrício          | Agente de Execuções          |
| Aoani Salvaterra        | Enfermeira                   |
| Aquilino Ribeiro        | Empresário do Porto          |
| Augusto Portela         | Álvaro Vasconcelos           |
| Catarina Guerreiro      | Sandra Matos                 |
| Catarina Moreira Pires  | Tânia                        |
| Cuca M. Pires           | Tânia                        |
| David Personne          | Fiscal Segurança Social      |
| Diogo Dória             | César Oliveira               |
| Fernando Nobre          | Terapeuta                    |
| Filipe Amorim           | Paulo (Enfermeiro)           |
| Gonçalo Norton          | Rodrigo Vasconcelos          |
| Gonçalo Oliveira        | Polícia                      |
| Gonçalo Oliveira        | Taxista                      |
| Hugo Costa Ramos        | Carlos                       |
| Hugo Narciso            | Segurança dos Vasconcelos    |
| Hugo Tourita            | Joca                         |
| Inês Barros             | Patrícia Ferraz              |
| Joana Brandão           | Agente Costa                 |
| João Canguia            | Advogado Acusação            |
| José Guedes             | Advogado                     |
| Laura Braz              | Dona Fifi de Abreu           |
| Leonor Felgar           | Diana                        |
| Luís Santos Mascarenhas | Fernando                     |
| Marcos Hister           |                              |
| Maria João Freitas      | Teresa Cunha                 |
| Maria Simões            | Odete                        |
| Mavá José               | Médico                       |
| Miguel Linares          | Dono do Bar de Alterne       |
| Miguel de Oliveira      | Leandro                      |
| Miguel Sá Monteiro      | Juiz                         |
| Miguel Santiago         | Fausto Fontes Morais         |
| Mónica Marinho          | Cabeleireira                 |
| Nuno Teixeira           | Porteiro do Bar de Alterne   |
| Paula Marcelo           | Lídia                        |
| Paula Só                | Graciete Cardoso             |
| Paulo Branco            | Fisioterapeuta               |
| Paulo Matos             | Diretor da Clínica           |
| Pedro Deus              | Agente Lemos                 |
| Pedro Giestas           | Jérôme Pacheco               |
| Ricardo Monteiro        | Inspetor da ASAE             |
| Richard Remédios        | Raptor                       |
| Rita Abrantes           | Maquilhadora                 |
| Rodrigo Morganti        | Segurança da Clínica de Olga |
| Rosa Villa              | Dona do Lar                  |
| Rui M. Silva            | Ivo Lameiras «Moldavo»       |
| Rute Miranda            | Doutora Rita                 |
| Sofia Franco            | Enfermeira                   |
| Sónia Cláudia           | Agente Marques               |
| Susy Santos             | Cristina                     |
| Tânia Alves             | Júlia Carolina Pacheco       |
| Teresa Faria            | Graça                        |
| Tiago Negrão Pinheiro   | Lourenço                     |
| Tiago Sarmento          | Diretor Criativo             |

## Produção

### Desenvolvimento

Cartaz de divulgação da telenovela.

A pré-produção da novela começou em novembro de 2023, com Inês Gomes e Cândida Ribeiro, que se estreia como autora titular de uma novela, a ficarem encarregues de desenvolver a adaptação da história da série turca Zalim İstanbul (Cidade Cruel em português) que iria suceder a Papel Principal. A trama teria o título de Circo de Feras, mas, em maio de 2024, a SIC confirmou A Promessa como o título definitivo. Dividida em três temporadas, gravadas simultaneamente devido a contenção de custos, conta com 110 episódios de produção na primeira temporada, com 103 episódios na segunda temporada e cerca de 50 episódios na terceira temporada.

Cartaz de divulgação da segunda temporada da telenovela.

Cartaz de divulgação da terceira temporada da telenovela.

Os ensaios e testes de imagem decorreram em março de 2024 nas instalações da produtora SP Televisão em Sintra. A produção começou a 8 de abril de 2024 na aldeia de Vilarinho de Negrões em Montalegre, Trás-os-Montes. A 17 de abril de 2024, começou a produção nos estúdios da SP Televisão. Também teve gravações nas zonas de Sintra, Lisboa, Cascais, Carcavelos e Cacém e também na Quinta da Bella Vista, Sintra e no Mercado da Parede, Cascais que servem como exteriores para a mansão dos Fontes Morais e o mercado fictício "Mercado na Linha", respetivamente. Soraia Chaves começou as gravações a 8 de julho de 2024 e Joana Santos começou a 12 de agosto de 2024, coincidindo com o início das gravações da segunda temporada. Posteriormente, também teve em setembro e outubro de 2024 ocorreram gravações em Belmonte e Castelo Branco. José Wallenstein terminou as gravações a 8 de novembro de 2024, coincidindo com o início das gravações da terceira temporada. Pedro Carmo terminou as gravações a 20 de novembro de 2024. A produção terminou a 4 de dezembro de 2024.

### Escolha do elenco
João Catarré foi o primeiro nome confirmado no elenco da novela, tendo a seu cargo o protagonista da trama, Miguel, que após sofrer um acidente grave quando era criança ficou em coma durante quase três décadas e acorda subitamente. Como seu par romântico, tem a seu lado Victoria Guerra, que interpreta Laura. Tem também como sua principal opositora a sua tia Helena – interpretada por Ana Padrão. José Wallenstein dá vida a António, tio da personagem de Catarré e marido da personagem de Padrão. Lourenço Ortigão, que após ter recusado o convite de protagonizar Senhora do Mar para se dedicar à paternidade do seu filho de quase um ano, foi convidado para protagonizar a novela ou Fugir do Destino. Ortigão inicialmente recusou dar vida a Tomás na novela, mas quando soube que iria ser protagonista ao lado da ex-namorada Sara Matos, voltou atrás e acabou por aceitar o convite, com a condição de ter os horários ajustados para estar com o filho. Juntamente com Ortigão, Bárbara Branco também estava apalavrada no elenco para dar vida à vilã Verónica, mas acabou por recusar o papel alegando que queria fazer uma pausa após a sua protagonista em Flor sem Tempo. Para a substituir, foi convidada Joana Ribeiro, tratando-se de um regresso de Ribeiro ao canal após se ter mudado para a TVI em 2018 e do seu afastamento das novelas para se focar em cinema e séries desde 2019. Sofia Alves foi convidada por Daniel Oliveira, o diretor de programas da SIC, para dar vida à personagem Maria. Alves inicialmente recusou por estar ocupada com outros projetos, mas acabou por aceitar o convite de Oliveira por achar o convite irrecusável. Maria tem como principal opositora a sua sogra, Lurdes – interpretada por Custódia Gallego. Soraia Chaves e Joana Santos, que se reencontram num projeto após Dancin' Days (2012), reforçam o elenco principal na segunda temporada como Olga e Bianca, respetivamente. Pepê Rapazote, que trocou a TVI para voltar à SIC sete anos depois, também reforça o elenco principal como Luís – o marido violento de Maria e pai de Verónica, Laura e Nuno que aparentemente morreu num acidente de carro.
Diogo Martins, Paula Magalhães e Rita Ribeiro compõem o restante elenco da adaptação original, a par das personagens de Ivo Lucas, Renato Godinho, Luísa Cruz, Adriano Luz, Bruna Quintas, Luís Esparteiro, Carla Andrino, Tiago Aldeia, Joana Pais de Brito, Diana Marquês Guerra, Jorge Corrula, Rui Unas, Paula Lobo Antunes, Pedro Carmo, Filipa Nascimento e Santiago André que foram criadas de raiz.

### Uso de inteligência artificial (IA)
Para rejuvenescer em 20 anos as personagens de José Wallenstein e Ana Padrão em cenas de flashbacks, foi utilizado o recurso da Inteligência artificial, tratando-se do primeiro projeto de ficção português a fazer tal feito. Na segunda temporada, a personagem de Soraia Chaves também foi rejuvenecida com o mesmo recurso de IA.

## Exibição
Prevista para substituir Papel Principal apenas em setembro de 2024, acabou por ser adiantada para junho do mesmo ano, após o fracasso audiométrico e o cancelamento da sua antecessora. Estreou na 1.ª faixa, a 18 de junho de 2024. A campanha de 'últimos episódios' da 1.ª temporada arrancou a 4 de novembro de 2024, terminando ainda no mesmo mês, a 15 de novembro.
Antes da estreia, em junho de 2024, a atriz Sofia Alves confirmou a existência de uma segunda temporada. Em setembro de 2024, foi oficialmente confirmada pela SIC. A 2.ª temporada estreou a 18 de novembro de 2024. A campanha de 'últimos episódios' da 2.ª temporada arrancou a 23 de maio de 2025, terminando a 6 de junho de 2025.
Em setembro de 2024, aquando do anuncio oficial da segunda temporada, foi falada a possibilidade de existir uma terceira temporada. Em janeiro de 2025, foi confirmada pela SIC uma terceira temporada, intítulada de 'Temporada Final'. A 3.ª temporada estreou a 9 de junho de 2025.

### Tema de genérico
A 30 de maio de 2024, foi gravado o genérico. "Eterno", canção interpretada pela banda Os Anjos, foi anunciada como tema de genérico a 18 de junho de 2024.

### Divulgação
A promoção arrancou a 13 de maio de 2024, sem qualquer menção ao título da novela. A 25 de maio de 2024, é apresentada uma nova promo onde novamente não tem o seu título revelado. Após a oficialização do título da novela, a 31 de maio de 2024, essa mesma promo passou a ser promovida com o título da trama e a sua respetiva data de estreia. A 8 de junho de 2024, foi lançada uma promo de apresentação do elenco. A 18 de junho de 2024, no dia de estreia da novela, foi emitido durante o horário da manhã e da tarde um especial do talk-show Casa Feliz intitulado de Casa Feliz de Portugal, que para além de promover o Campeonato Europeu de Futebol de 2024 também promoveu a novela, contando com a presença de vários atores do elenco da novela.

### Transmissão na OPTO
Na OPTO, a plataforma de streaming da SIC, a novela teve todos os seus episódios de exibição na SIC disponibilizados na plataforma, tendo em todos os seus episódios antestreias com um dia de antecedência à emissão dos episódios, à exceção do 1º episódio. A partir do 77º episódio da 2.ª temporada, a antestreia dos episódios passou a ser semanal, ficando os episódios da semana disponíveis aos domingos.

## Músicas
| Tema                                     | Intérprete(s)                  | Personagem tema | Notas            |
| ---------------------------------------- | ------------------------------ | --------------- | ---------------- |
| "Eterno"                                 | Os Anjos                       | —               | Tema de genérico |
| "Zumba na Caneca"                        | Tonicha                        | —               | —                |
| "Haute Coutore"                          | Lookalike                      | —               | —                |
| "Foi de Vez"                             | Bianca Barros                  | —               | —                |
| "Dias e Noites"                          | André Amaro                    | —               | —                |
| "A Gente Vai Continuar"                  | Jorge Palma                    | —               | —                |
| "Que o Amor te Salve Nesta Noite Escura" | Pedro Abrunhosa e Sara Correia | —               | —                |
| "Orgulho ou Cobardia"                    | Marco Rodrigues                | —               | —                |
| "No Teu Poema"                           | Carlos do Carmo                | —               | —                |
| "O Nosso Beijo"                          | Matias Damásio                 | —               | —                |
| "Conversa"                               | Ivandro e António Zambujo      | —               | —                |
| "Não Choro Mais"                         | A Garota Não                   | —               | —                |
| "Os Croquetes Acabam"                    | Nena                           | —               | —                |

## Prémios e indicações
| Ano  | Prémio                       | Categoria         | Por                          | Resultado | Ref.   |
| ---- | ---------------------------- | ----------------- | ---------------------------- | --------- | ------ |
| 2025 | Rose d'Or                    | Melhor Telenovela | Broken Promisse / A Promessa | ASA       | [ 73 ] |
| 2025 | 29.ª Gala dos Globos de Ouro | Melhor Ator       | João Catarré                 | ASA       | [ 74 ] |
| 2025 | 29.ª Gala dos Globos de Ouro | Melhor Atriz      | Victoria Guerra              | ASA       | [ 74 ] |
| 2025 | 29.ª Gala dos Globos de Ouro | Melhor Atriz      | Joana Ribeiro                | ASA       | [ 74 ] |

## Audiências
| Temporada | Episódios | Estreia                | Estreia       | Final                  | Final         | Audiência em média (pontos) |
| Temporada | Episódios | Data                   | Aud. (pontos) | Data                   | Aud. (pontos) | Audiência em média (pontos) |
| --------- | --------- | ---------------------- | ------------- | ---------------------- | ------------- | --------------------------- |
| 1         | 113       | 18 de junho de 2024    | 13.4          | 15 de novembro de 2024 | 8.1           | TBD                         |
| 2         | 141       | 18 de novembro de 2024 | 8.7           | 6 de junho de 2025     | 7.2           | TBD                         |
| 3         | ASA       | 9 de junho de 2025     | 8.4           | ASA                    | TBD           | TBD                         |

Com o objetivo de recuperar as audiências perdidas das suas antecessoras no intervalo de tempo desde a perda da liderança do público de Amor Amor (2021) e também para elevar os valores da sua antecessora Papel Principal (2023), "A Promessa" estreou após à estreia da seleção portuguesa no Euro 2024 e teve a melhor estreia desde A Serra (2021) com 13.4 de rating e 27.0% de share, com cerca de 1 milhão e 296 mil espectadores, na liderança absoluta, com um pico de 25.7 de audiência e 44.6% de share, sendo o 2.º programa mais visto do dia.
Desde o primeiro episódio que a telenovela subiu as audiências deixadas por Papel Principal e Senhora do Mar quando passaram pela faixa horária e alternava a liderança com a principal concorrente, Cacau, até passar a liderar frequentemente após a estreia da segunda temporada, coincidindo entre a reta final de Cacau e a estreia da sua nova principal concorrente A Fazenda.